# Shu-bi-dua (album)
Shu-bi-dua er navnet på Shu-bi-duas første album, som udkom på LP i 1974 og senere blev genudgivet på CD i 1990. Albummet blev på ny genudgivet i remasteret version på CD, LP og som download i 2010 under navnet "Deluxe udgave".
Albummet blev det eneste, hvor Paul Meyendorff medvirkede, idet han forlod gruppen efter indspilningerne. Han blev erstattet af Claus Asmussen, der var tekniker på Shu-Bi-Dua.
Albummet solgte sølv i Danmark og havde i 1981 solgt 87.000 eksemplarer, mens det i 1998 havde solgt over 114.000 eksemplarer.

## Spor
| #   | Titel                                             | Længde |
| --- | ------------------------------------------------- | ------ |
| 1.  | "Intro"                                           | 0:33   |
| 2.  | "Lulu rocken går"                                 | 2:28   |
| 3.  | "Midnatsluskeren"                                 | 2:48   |
| 4.  | "El nossa de la para puerto"                      | 3:41   |
| 5.  | "Gøj den gamle"                                   | 4:39   |
| 6.  | "Karbad baby"                                     | 2:36   |
| 7.  | "Hvor er nøglerne" (Trad. / Shu-bi-dua / Tom Mix) | 0:59   |
| 8.  | "Små blå mænd"                                    | 3:57   |
| 9.  | "Står på en alpetop"                              | 2:56   |
| 10. | "Kylling med soft ice"                            | 1:20   |
| 11. | "Brutale løg"                                     | 2:10   |
| 12. | "Generatorbouillon"                               | 3:52   |
| 13. | "Fed Rock"                                        | 2:57   |
| 14. | "Outro"                                           | 0:53   |
| 15. | "Stærk tobak" (bonus)                             | 3:00   |
| 16. | "Laila" (bonus)                                   | 2:13   |
| 17. | "Rap jul" (bonus)                                 | 4:03   |
| 18. | "Fed rock" (live i Stockholm, bonus)              | 2:44   |
| 19. | "Bundesen & Hardinger – Om Shu-bi-dua 1" (bonus)  | 4:57   |

Spor 15-18 er bonusnumre, som kun findes på de remastered cd- og downloadudgaver fra 2010, og spor 19 findes kun hos enkelte downloadforretninger.
Alle titler og sporlængder er taget fra 2010-downloadudgaverne.

## Originalsange
- Originalen til "Lulu rocken går" er "Johnny B. Goode" (Berry / Shu-bi-dua).
- Originalen til "Karbad baby" er "Heartbreak Hotel".
- Originalen til "Står på en alpetop" er "Standing on a mountain top" (Seals / Shu-bi-dua).
- Originalen til "Kylling med soft ice" er "Killing Me Softly with His Song" (Gimbel-Fox / Shu-bi-dua).
- Originalen til "Generatorbouillon" er "Revival" (Allman Bros. / Shu-bi-dua).
- Originalen til "Brutale løg" er "I got Stung" (Schroeder & Hill /Shu-bi-dua).
- Originalen til "Fed rock" er "Jailhouse Rock" (Leiber-Stoller / Shu-bi-dua). Taktslagene passer dog ikke helt til "Jailhouse Rock".
- Originalen til "Stærk tobak" er "Twist and shout" (Russel-Medley / Shu-bi-dua).
- Originalen til "Laila" er "Destiny" (Feliciano / Shu-bi-dua).
- Originalen til "Rap jul" er "White Christmas" (Berlin / Shu-bi-dua).

Hvis intet andet er angivet, er tekst og musik af Shu-bi-dua.